# Rattus tawitawiensis
Rattus tawitawiensis là một loài động vật có vú trong họ Chuột, bộ Gặm nhấm. Loài này được Musser & Heaney mô tả năm 1985.